# Nowe Selo (Stryj)
Nowe Selo (ukrainisch Нове Село; russisch Новое Село Nowoje Selo, polnisch Nowe Sioło, deutsch Neudorf) ist ein Dorf mit etwa 420 Einwohnern im Rajon Stryj in der westukrainischen Oblast Lwiw.
Es ist ein Teil der Siedlungsgemeinde Hnisdytschiw im Rajon Stryj, bis 2020 war es mit sechs anderen Dörfern ein Teil der Landratsgemeinde Oblasnyzja (Облазниця) im ehemaligen Rajon Schydatschiw.

## Geschichte
Im Jahre 1665 gab es dort einen Schutzhof der Adelsfamilie Fredro.
Nowe Selo gehörte zunächst zum Lemberger Land in der Woiwodschaft Ruthenien der Adelsrepublik Polen-Litauen. Bei der Ersten Teilung Polens kam das Dorf 1772 zum neuen Königreich Galizien und Lodomerien des habsburgischen Kaiserreichs (ab 1804).
Etwa im Jahre 1820 wurden deutsche Siedler aus Böhmen angesiedelt. Andere deutsch-böhmische Kolonien in der Umgebung waren: Machlynez (die größte, der Sitz der Pfarrei), Korneliwka, Wolja-Oblasnyzka (Drösseldorf), Kontrowers, Ljubscha und Sydoriwka.
Im Jahre 1900 hatte der Ortsteil Nowe Sioło der Gemeinde Nowe Sioło 111 Häuser mit 751 Einwohnern, davon 414 deutschsprachige, 201 polnischsprachige, 136 ukrainischsprachige; 562 römisch-katholische, 152 griechisch-katholische, 34 Juden, 3 anderen Glaubens.
Nach dem Ende des Polnisch-Ukrainischen Kriegs 1919 kam Nowe Selo zu Polen. Im Jahre 1921 hatte das Dorf Nowe Sioło in der Gemeinde Nowe Sioło 165 Häuser mit 811 Einwohnern, davon 458 Deutsche, 172 Polen, 161 Ruthenen, 23 Juden (Nationalität), 591 römisch-katholische, 172 griechisch-katholische, 46 Juden (Religion).
Im Zweiten Weltkrieg gehörte der Ort zuerst zur Sowjetunion und ab 1941 zum Generalgouvernement, ab 1945 wieder zur Sowjetunion, heute zur Ukraine. Die dann noch ansässigen Deutschen wurden 1940 infolge des Deutsch-Sowjetischen Grenz- und Freundschaftsvertrages umgesiedelt.

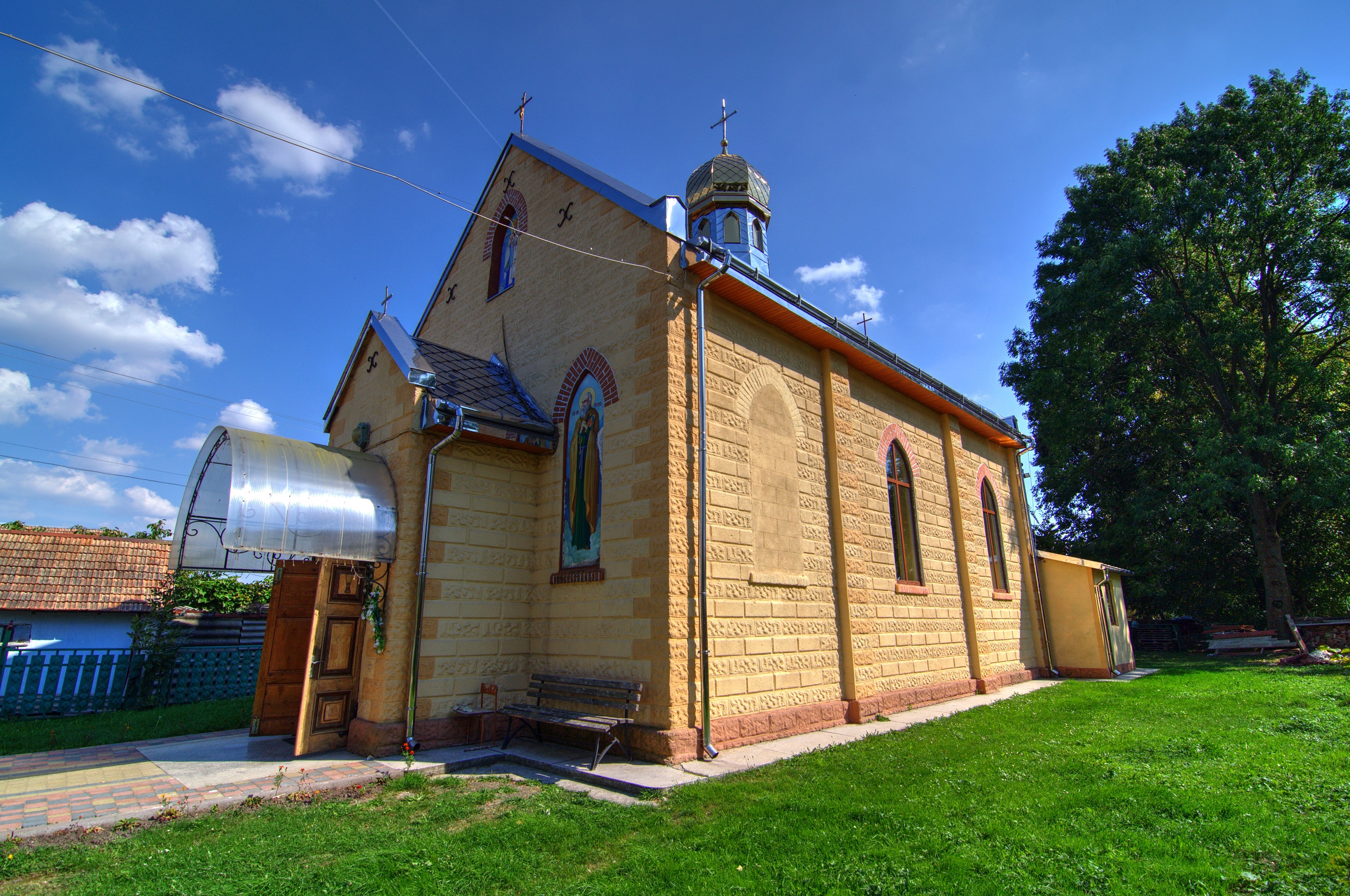
Orthodoxe Kirche